# Marcelle Bunlet
Marcelle Bunlet est une artiste lyrique (soprano) française née le 4 octobre 1900 à Fontenay-le-Comte et morte à Paris le 13 décembre 1991.

## Biographie
Marcelle Bunlet naît le 4 octobre 1900 à Fontenay-le-Comte (Vendée).
Elle fait ses débuts à Paris en 1926 à l'occasion d'un concert dirigé par Walther Straram, avant d'être engagée à l'Opéra de Paris, où, deux ans plus tard, elle chante Brünnhilde dans Le Crépuscule des dieux,.
Dès lors, sa carrière s'écrit entre le Palais Garnier et la Monnaie de Bruxelles, dans un large répertoire de soprano dramatique. Outre la scène, Marcelle Bunlet se produit également en récitals, à Anvers, Athènes, Rome, Gênes, ainsi qu'en Amérique du Sud, notamment.
En 1931, elle est choisie par Toscanini pour chanter le rôle de Kundry (Parsifal) à Bayreuth,,. Elle y retourne deux ans plus tard. Marcelle Bunlet chante ensuite au théâtre Colón de Buenos Aires, en 1934, et crée la version française d'Arabella à Monte-Carlo en 1935. À l'Opéra, entre 1934 et 1938, elle est Salomé, Brünnhilde, Isolde, Ariane de Dukas, Valentine (dans Les Huguenots) et Margherita de Boito. Elle poursuit sa carrière jusqu'en 1950.
Régulièrement engagée à Strasbourg, elle devient professeur au Conservatoire de la ville, où elle enseigne entre 1945 et 1970.
Aux côtés de Germaine Lubin, Marcelle Bunlet est considérée comme la plus grande wagnérienne de son temps.
Interprète recherchée, avec sa voix « ample, d'une belle couleur et très expressive », elle est la créatrice de plusieurs partitions, d'André Jolivet (Messe pour le jour de la paix, 1942), Olivier Messiaen (Poèmes pour Mi, 1937 ; Chants de terre et de ciel, 1938 ; Harawi, 1946), Darius Milhaud (Agamemnon, 1927) et Albert Roussel (L'Heure du retour, dédicataire, 1935), notamment,.
Elle meurt le 13 décembre 1991 à Paris,.